# 다큐 로그인
《다큐 로그인》은 EBS 1TV에서 일요일 새벽 2시 15분에 방송된 다큐멘터리 프로그램이다.

## 방송 시간
| 방송 채널 | 방송 기간                          | 방송 시간                                       |
| --------- | ---------------------------------- | ----------------------------------------------- |
| EBS 1TV   | 2017년 3월 5일 ~ 2017년 4월 23일   | 매주 일요일 새벽 2시 10분 ~ 새벽 3시(50분)      |
| EBS 1TV   | 2017년 4월 30일 ~ 2017년 10월 1일  | 매주 일요일 새벽 2시 15분 ~ 새벽 3시 5분(50분)  |
| EBS 1TV   | 2017년 10월 22일 ~ 2018년 1월 21일 | 매주 일요일 새벽 2시 15분 ~ 새벽 3시 5분(50분)  |
| EBS 1TV   | 2018년 2월 11일 ~ 2018년 8월 19일  | 매주 일요일 새벽 2시 15분 ~ 새벽 3시 5분(50분)  |
| EBS 1TV   | 2017년 10월 14일                   | 매주 토요일 새벽 1시 45분 ~ 새벽 2시 35분(50분) |
| EBS 1TV   | 2018년 1월 28일 ~ 2018년 2월 4일   | 매주 일요일 새벽 2시 25분 ~ 새벽 3시 15분(50분) |